# Póvoa Semanário
Póvoa Semanário é um jornal semanário regional publicado na Póvoa de Varzim, Portugal.
Fundado na década de 1990. O seu actual director é José Gomes Alves, tendo fundado o mesmo com outro sócio a sua primeira edição sai em 28/10/1998. O Jornal, ficou na mão do outro sócio, o qual acabou por falir. Por isso, José Gomes Alves, que na data da falência do outro sócio, administrava, outro jornal local, foi a hasta publica onde o comprou de novo. Começando a editar de novo, edita três mil exemplares, por publicação, com 24 páginas a cores. Possui porte pago, o que revela uma boa saúde financeira e sai às quartas-feiras.